# Entodon
Entodon là một chi rêu trong họ Entodontaceae.